# Huis de Beurs
Huis de Beurs is een historisch café in de binnenstad van Groningen. Het werd gedeeltelijk gebouwd in de 19e eeuw, en deels begin 20e eeuw. Naast het café, dat de oorspronkelijke inrichting heeft bewaard, werd een concertzaal-bioscoop gebouwd. De bioscoop stond bekend als Beurs-theater.
Huis de Beurs werd in de beginjaren vooral bezocht door handelaren van de Korenbeurs. Aan de naastgelegen beurs dankt het ook zijn naam. Naast café werd het pand ook gebruikt voor vergaderingen. In 1885 werd in een van de zaaltjes de Groninger afdeling van de Sociaal-Democratische Bond met Domela Nieuwenhuis opgericht.
In 1905 werd naast het café een theaterzaal gebouwd. Deze werd voornamelijk gebruikt voor filmvoorstellingen. Als Beurstheater stond het in de jaren zestig en zeventig bekend als seksbioscoop. De programmering werd gedomineerd door Tiroler seksfilms, later ook door films als Deep Throat. De bioscoop sloot in 1985.
Het pand is een gemeentelijk monument.

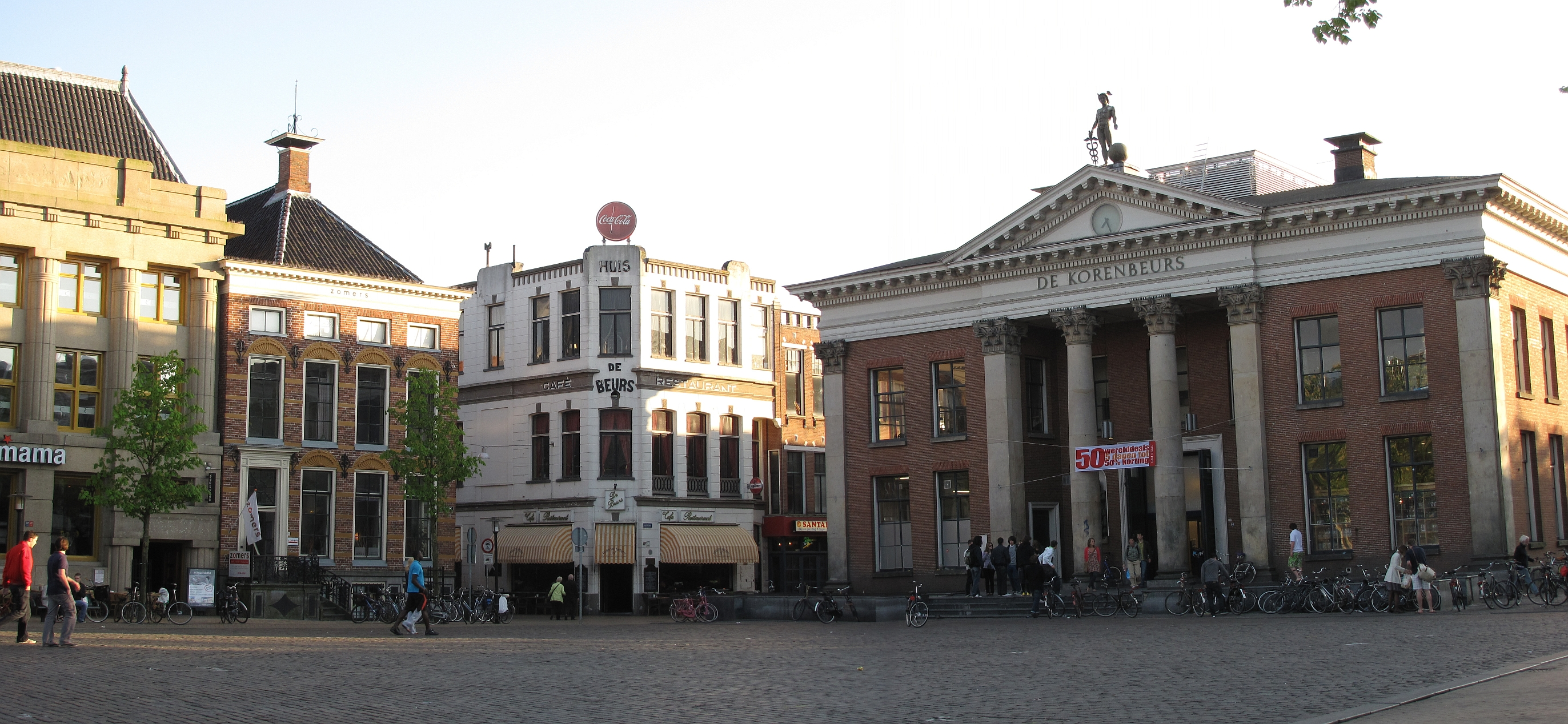
Huis de Beurs, vóór herstel in de originele kleurstelling.